# 羅布·瑞福斯奈德
羅布·瑞福斯奈德（英語：Robert Daniel Refsnyder、1991年3月26日—），韓國姓名為金正泰（韓語：김정태），為韓裔美國人。現效力於美國職棒大聯盟波士頓紅襪，守備位置是內野手。出生在南韓，但出生後就被送到首爾的孤兒院，後被一對美國夫婦收養。

## 職棒生涯
2012年，紐約洋基在第5輪第187順位選進。2017年7月23日被交易到多倫多藍鳥隊。2018年轉而加入了坦帕灣光芒，但在同年11月2日成為自由球員，11月20日跟亞利桑那響尾蛇簽下小聯盟合約。

## 外部連結
- 羅布·瑞福斯奈德在美國職棒（英语）
- 羅布·瑞福斯奈德在Baseball-Reference.com（大聯盟）（英语）
- 羅布·瑞福斯奈德在Baseball-Reference.com（小聯盟以及海外聯盟）（英语）
- 羅布·瑞福斯奈德在ESPN（MLB）（英语）
- 羅布·瑞福斯奈德在FanGraphs.com（英语）
- 羅布·瑞福斯奈德在The Baseball Cube（英语）
- 羅布·瑞福斯奈德的Instagram帳戶